# Ляличская волость
Ля́личская волость — административно-территориальная единица, существовавшая до 14 июля 1921 года в составе Суражского уезда.
Административный центр — село Ляличи.

## История
Волость образована в ходе реформы 1861 года.
В ходе укрупнения волостей, с 14 июля 1921 года Ляличская волость была упразднена, а её территория включена в состав Суражской волости.
Ныне территория бывшей Ляличской волости входит в состав Суражского района Брянской области.

## Административное деление
В 1919 году в состав Ляличской волости входили следующие сельсоветы: Александровский, Алёшкинский, Воробьёвский, Глуховский, Каменский, Колесниковский, Красновичский, Лагутовский, Ляличский, Миновский, Новокисловский, Павловский, Песчанский, Поповский, Старокисловский.
Многие из этих сельсоветов были незначительными и в ближайшие годы были упразднены.